# World Extreme Cagefighting
World Extreme Cagefighting（ワールド・エクストリーム・ケイジファイティング、略称WEC）は、アメリカ合衆国の総合格闘技団体。
軽量級を主体とし、UFCが当時認定していなかったフェザー級以下の階級については世界一の選手層を有していた。

## 概要
2001年にスコット・アダムスとリード・ハリスが創設し、インディアン居留地のタチ・パレス・ホテルを中心に活動していた。2006年12月にUFCの親組織ズッファに買収される。それまで五角形だった金網がUFCと同じく八角形になり、ケーブルテレビ・コムキャストのVersusでテレビ放送も行なわれるようになった。

### ズッファによる買収
ズッファ買収後のWECではライトヘビー級以下の6つの階級が設置されていたが、当時UFCが設置していなかったフェザー級以下の軽量級に焦点を当てるようになり、2008年12月3日のWEC 37を最後に、ミドル級とライトヘビー級を廃止、2009年2月からはウェルター級も廃止となり、代わりにフライ級の新設が発表された。

### UFCへの統合
2010年10月28日の発表で、UFC代表のダナ・ホワイトがWECのUFCへの統合を発表した。WECフェザー級王者だったジョゼ・アルドは、そのままUFCの初代フェザー級王者に認定された。WECバンタム級王者のドミニク・クルーズは、12月16日に開催された最終興行WEC 53での防衛戦でスコット・ヨルゲンセンに勝利し、初代UFCバンタム級王者として認定された。また、ライト級についてはWEC 53にて行われたタイトルマッチで王者ベン・ヘンダーソンに勝利したアンソニー・ペティスが、UFC 125で行われるフランク・エドガーとグレイ・メイナードによるUFCライト級タイトルマッチの勝者への次期挑戦権を獲得した。

## ルール
NJSACB制定のユニファイドルールに準拠。試合場にはUFC同様、8角形のケージ（金網）を使用していたが、サイズはUFCより一回り小さい。

## 歴代王者
- 王座の変遷については「WEC王者一覧」を参照。

## 開催履歴
- 詳細は「WECの大会一覧」を参照。